# Фельзит

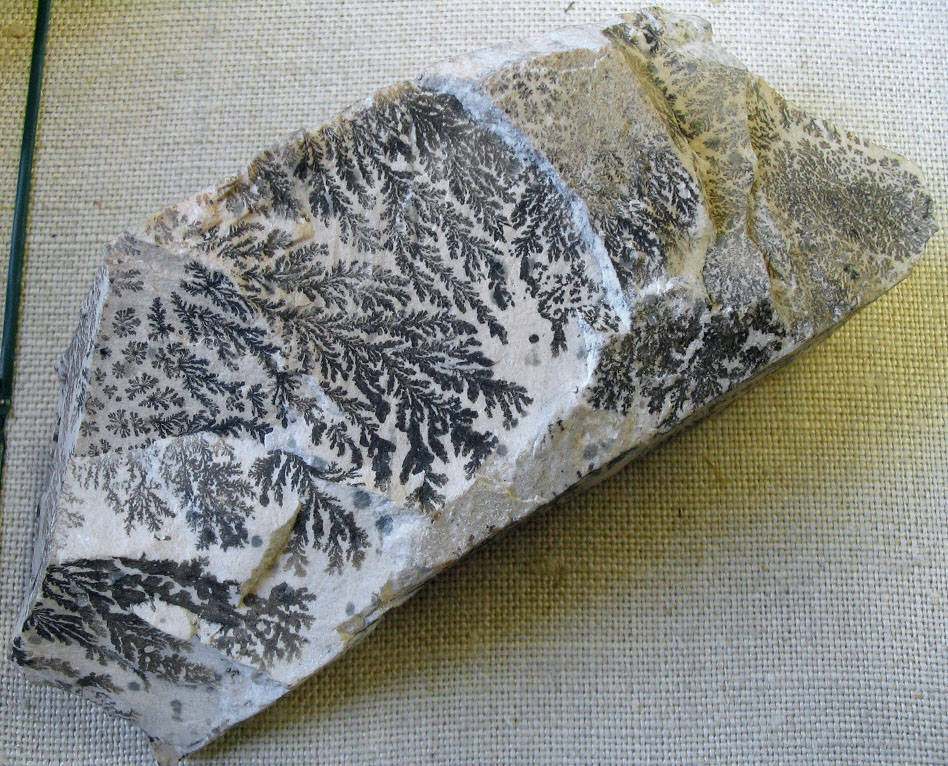
Фельзит (светлый) с дендритами пиролюзита (темный)

Фельзит (нем. Felsit) — термин, первоначально использовавшийся для микрокристаллических разновидностей полевого шпата, а затем распространенный на крипто- и микрокристаллическую основную массу существенно полевошпатовых горных пород. В настоящее время этот термин применим к микрокристаллическим магматическим вулканическим (или гипабиссальным) нормально- и низкощелочным горным породам, представляющим собой те или иные разновидности риолита и дацита.
Фельзиты обычно имеют порфировую текстуру и афанитовую микро- или скрытокристаллическую структуру и представляют собой скрытозернистую массу калиевого полевого шпата (ортоклаза) и кварца, иногда с содержанием плагиоклаза, пироксена, биотита и других минералов, в микрофельзитовой или стекловатной основной составляющей. Фельзитовые риолиты и дациты по петрохимическому составу аналогичны гранитам и плагиогранитам.
Согласно Петрографическому кодексу России, фельзиты не являются обособленным видом магматических горных пород, а отражают степень раскристаллизованности кислых вулканических пород и особенности их текстуры и структуры (наподобие порфиров, витрофиров, порфиритов и т. д.), поэтому рекомендуется не применять этот термин при наименовании вулканических горных пород.

## Физические свойства
Плотность 2200—2400 кг/м³, температура плавления 1470—1500 °C, удельное электрическое сопротивление 104 Oм·м. Kислотоупорность по отношению к концентрированной серной кислоте 98,5—99,3 %. Поглощение CaO 80—120 мг/г раствора.

## Цвет
Фельзит — светлая микрокристаллическая порода, обычно желтоватого или красноватого цвета, иногда — зеленоватых оттенков, может содержать окрашенные включения.

## Месторождения
Промышленные месторождения фельзита известны в Армении и на Северном Кавказе, Германии, Венгрии, Закарпатье, Карнатаке (Индия). На Полярном Урале обнаружены более пяти месторождений и проявлений фельзита: Обрывистое, Фельзитовое, Центральное, Южное и другие. Запасы фельзита огромны. Только на месторождениях и проявлениях российского Ямало-Ненецкого автономного округа (по состоянию на 2020 год) общие рекомендуемые ресурсы фельзитов составляют 956,5 млн м³. Добыча ведется открытым способом.

## Применение
В химической промышленности фельзит используется в качестве кислотоупорного материала.
В строительной промышленности тонкомолотый фельзит используется как упрочняющая добавка (до 20—30 % по массе) к цементу.
Фельзит используется также в качестве облицовочного и несущего камня, однако его применение в этом качестве ограничено относительной трудностью механической обработки. Так, например, в Ереване армянский фельзит использован при строительстве Президентского дворца, архитектурного ансамбля на Площади Независимости, кинотеатра «Москва» и др. Фельзитовыми плитами, изготовленными из сырья с месторождения Обрывистое (Ямало-Ненецкий автономный округ), были облицованы (по состоянию на 2020 год) некоторые административные здания Тюмени. Из фельзита также сделали небольшие партии шкатулок.